# Диково (Гомельская область)
Диково (бел. Дзікава) — посёлок в Морозовичском сельсовете Буда-Кошелёвского района Гомельской области Белоруссии.

## География

### Расположение
В 11 км на запад от районного центра и железнодорожной станции Буда-Кошелёвская (на линии Жлобин — Гомель), 50 км от Гомеля.

### Гидрография
На севере мелиоративные каналы.

## Транспортная сеть
Транспортные связи по автомобильной дороге Губичи — Буда-Кошелёво.
Планировка состоит из короткой прямолинейной улицы, близкой к меридиональной ориентации и застроенной деревянными домами усадебного типа.

## История
Основан в начале 1920-х годов переселенцами с соседних деревень на бывших помещичьих землях. В 1930 году жители посёлка вступили в колхоз. В 1959 году в составе колхоза «Новая жизнь» (центр — деревня Глазовка).
До 16 декабря 2009 года в составе Глазовского сельсовета.

## Население

### Численность
- 2004 год — 15 хозяйств, 24 жителя.

### Динамика
- 1959 год — 156 жителей (согласно переписи).
- 2004 год — 15 хозяйств, 24 жителя.